# 고엔카미역
고엔카미역(일본어: 公園上駅)은 일본 가나가와현 아시가라시모군 하코네정에 위치한 하코네 등산 철도 강삭선의 역이다. 역 번호는 OH 59이다.

## 역 구조
상대식 승강장 2면 1선의 지상역이다. 급경사 진 곳이지만 승강장 계단형이 아닌 슬로프이다. 선로 양쪽에 플랫폼이 있어 정차한 케이블 카는 양쪽 문을 연다.
무인역이자 자동 매표기가 없어 승차역 증명서 발권기가 설치되어 있다.
역 구내에 두 플랫폼을 오가는 통로는 없지만 인근 선로 밑을 통과하는 도로에서 선로의 반대편으로 건너갈 수 있다.
하코네 등산 철도의 표시 간판이나 팜플렛에서는 각 역의 표고가 제시되어 있고 예전에 624m로 표기되었으나 2013년 재고 조사에서 611m로 정정되었다.

## 역 주변
고라 온천 속에 있다.
- 고라 공원 - 도보 1분
- 하코네 미술관 역전

## 역사
- 1921년 12월 1일: 영업 개시.
- 1944년 2월 11일: 불요불급선으로 영업 정지.
- 1950년 7월 1일: 영업 재개.

## 인접역
| 하코네 등산 철도 강삭선  | 하코네 등산 철도 강삭선 | 하코네 등산 철도 강삭선    |
| ------------------------ | ----------------------- | -------------------------- |
| OH 58 고엔시모 고라 방면 |                         | 나카고라 OH 60 소운잔 방면 |